# Carousell
Carousell（香港中文譯名：旋轉拍賣）是一個透過智能手機及網站並進行C2C和B2C的網上拍賣平台，總部設在新加坡，成立並推出於2012年5月。Carousell 可在 iOS 和安卓设备上使用。
截至2022年12月，Carousell的服務範圍適用於新加坡、馬來西亞、印尼、菲律賓、加拿大、 澳洲、新西蘭、香港、澳门和台灣。
Carousell有政策禁止違反市場社群準則，非法商品。Carousell新加坡本部或國際情況簡報：2018年時，警部指，超過70%電子商務詐騙出自Carousell。
2020年10月，新加坡政府衛生部下屬健康科學局（HSA)接到報告，Carousell上有賣一種因健康風險被禁用的減肥類藥物。為協助遏制「COVID-19」，Carousell發布應用程式公告，限制面對面交易、用戶集體交易與取件中心。
然而，Carousell在英語中解作「旋轉」。但香港官方譯作「旋轉拍賣」。

## 歷史
Carousell於2012年5月推出，並由郭修瑞、吳承翰、陳翊偉皆在新加坡創立。2013年1月2日，以名義註冊並正式成立。

## 特色

### 評分系統
旋轉拍賣交易評分系統，供買賣兩方互相評分評論，但是不得回應對方評價，或有限度編緝評論，追加「後續評價」。所有評價都不可事後改和收回。
缺透明地方是，要互相評分先看到對方評分。
缺公平地方是，只有買家才能在評語中加入圖片。賣家就不行。

### 拍賣之名與實
雖然叫旋轉拍賣、旋拍賣，但它跟雅虎拍賣、ebay或者普遍拍賣大不同。Carousell賣家通常定了實價，或貨品價格設置「免費」。買家可透過系統輸入較低價格（壓價）。因此，它不算是網上拍賣競價系統，不設叫價，拍賣時限和成交價等專有詞和功能。還有一種就是，買家私下留言壓價，這並不透明，買家間不知道有沒有其他參與者。

### 部份收費方式
- 旋轉幣：取代真錢，用以交各種費用，開通特權。
- 推薦：各種消費，「蹦廣告」增加置頂機會，「熱門聚焦」強化相關搜尋結果，「賣場宣傳」一次展示多個商品。
- 商品數限額：Carousell設有免費刊登限額，電腦周邊及配件頁只有 5插槽可使用，甚至手機區只得 2個機會。如果賣方已經用完刊登限額，金錢就是增加限額的不二選。不然多出商品會是「非活躍狀態」被隱藏。
- 回覆數量將設限額：Carousell試圖於賣方回覆數量上加入收費設定。
- 旋轉拍賣商務版：分月費與年費，當中各自有四個收費計劃，年費由$690至7494不等。

## 規則缺陷
Carousell雖然有調解糾紛機制，但無能主動假貨審查，和無權下令退貨。

## 香港Carousell事故

### 騙案
香港警察指，單就2023年頭兩個月，已接報31位用戶騙案，涉金額港幣39萬元。

### 前香港董事總經理涉襲擊案
2023年10月15日。太古城康怡花園內走廊有一女子黃慧堯遭到襲擊。期後，涉案人是Carousell旋轉拍賣前香港董事總經理葉承浩，現告其一項普通襲擊罪。
葉承浩曾是Paypal香港行政總裁，2019年加入旋轉拍賣，成為香港區董事總經理，負責香港整體業務發展策略，現已離任。

### 32萬香港用戶資料外洩
網上有人賣260萬個Carousell用戶資料，當中有香港用戶32萬個。Carousell說自己2022年1月系統遷移過程造了漏洞。
私隱公署指責Carousell犯下多個缺失，專員鍾麗玲形容事件嚴重：「揭示了 Carousell在保障集團持有個人資料安全方面，是犯了基本性失誤，實在令人非常失望。」

### 香港網友評價

#### 「賣家回覆限額制」
香港Carousell指：「賣家的回覆限額每個月會在固定的日期更新，具體日期取決於首次使用限額的日期。
如果首次使用限額的日期是任意一個月的31日，這限額將預設在每個月最後一日更新。」
連登人批評Carousell由2023年12月11日起，每位賣家每月回覆數量將設限額。評論指Carousell有很多所謂買家只是問問題，約交收會「放飛機（失約）」，網站限制未必賺錢，反而會「趕客」。
有人直言香港雅虎的雅虎拍賣比較好，只不過收費「玩死自己」（自取滅亡）。

#### 英雄聯盟代打中伏跌錢
有網友為自己遊戲帳號「買代打服務」，遭到再三收費並懷疑受騙。
他上連登求助時，引瘋狂留言嘲諷「人傻錢多」。

## 外部連結
- 官方網站
- Carousell的Facebook專頁